# Нови Лигуре
Нови Лигуре (итал. Novi Ligure) је насеље у Италији у округу Алесандрија, региону Пијемонт.
Према процени из 2011. у насељу је живело 25957 становника. Насеље се налази на надморској висини од 198 м.

## Становништво
| 1931.  | 1936.  | 1951.  | 1961.  | 1971.  | 1981.  | 1991.  | 2001.  | 2011.  |
| ------ | ------ | ------ | ------ | ------ | ------ | ------ | ------ | ------ |
| 21.743 | 21.157 | 22.109 | 26.972 | 32.538 | 31.031 | 30.021 | 27.223 | 27.682 |